# Bolesław Orliński
Bolesław Orliński (Niwerka, 13 aprile 1899 – Mississauga, 28 febbraio 1992) è stato un aviatore e militare polacco, insignito della Croce di Cavaliere dell'Ordine Virtuti militari n.11064.

## Biografia

### Una adolescenza turbolenta
Orliński nacque il 13 aprile 1899 presso la tenuta di famiglia a Niwerka, vicino a Kamieńcu Podolskim. Nel 1910 si esibì a Kamieniec Podolski il grande pilota russo Sergej Isaevič Utočkin, e questo fatto influenzò il resto della sua vita. Lasciò la casa natale all'età di 17 anni, il 15 maggio 1916, un anno dopo la tragica morte del padre, arruolandosi nell'Esercito imperiale russo. Prestò servizio nella compagnia di guardia all'aeroporto di Vinnycja, frequentando la scuola sottufficiali. Al termine della scuola fu mandato da Žytomyr sul fronte nord-ovest, a combattere in un reggimento di fanteria contro i tedeschi. Nell'ambito della guerra sovietico-polacca partecipò alla grande offensiva su Vilnius del 7 dicembre 1917, prestando servizio in una compagnia di intelligence. Nel 1918 scappò dall'esercito zarista e si arruola a Minsk nel 1º Corpo polacco, di recente formazione, posto al comando del generale Józef Dowbór-Muśnicki. Fu assegnato all'unità di ricognizione a cavallo della 2 Legii Oficerskiej. Quando il corpo del generale Dowbór-Muśnicki fu disarmato dai tedeschi, il 18 maggio 1918, egli si recò in Ucraina, ove cercò di finire gli studi precedentemente interrotti. Fu ripetutamente catturato e imprigionato fino a quando non ottenne di arruolarsi nelle truppe dell'atamano Semen Petlura. Fu destinato al servizio presso la 12ª Divisione di Cavalleria dell'esercito ucraino. Dopo tre mesi di servizio fuggì e ritornò in Polonia, ove si arruolò, il 10 gennaio 1919, nel neocostituito Wojska Lądowe, l'esercito polacco. Prestò servizio nell'arma di cavalleria, come lanciere guida durante la guerra sovietico-polacca. Tra il 20 gennaio 1919 e il 15 marzo 1920 combatté nelle battaglie di Włodzimierz, Równe, Dubno e Łuck e poi, sul fronte lituano-bielorusso, a Mozyrz, Owruczem e Prypeć.

### L'entrata in aviazione
Durante il servizio al fronte Bolesław Orliński fece domanda per entrare volontariamente nella neocostituita aeronautica militare polacca. I suoi sforzi furono premiati: riuscì a farsi assegnare alla 162 Eskadry Lotniczej Spadów di Varsavia. Dopo il ritorno al fronte l'unità fu ridesignata 19 Eskadrę Myśliwską. Il comando dell'unità fu assunto dal tenente Anton Mroczkowski (in polacco Antoniego Mroczkowskiego). Iniziò il servizio come autista meccanico, conducente di un camion Dodge del servizio a terra. Fu inviato al fronte, a Borysów, e lì Bolesław Orliński, con sua grande felicità, ricevette il battesimo dell'aria. Il cadetto Lagoda, pilota della 113 Eskadry di Poznań, lo trasportò come passeggero su un velivolo di fabbricazione tedesca, un DFW C.V. Nel corso dell'offensiva sovietica del 1920 Orliński si ammalò gravemente di tifo. Sicuro che sarebbe morto presso l'ospedale di Mokotów scrisse delle lettere di addio alla famiglia. Per sua fortuna guarì dopo tre settimane. Al termine della convalescenza sostenne con successo le visite mediche a Varsavia e fu formalmente accettato nell'aeronautica militare come allievo pilota. Il 13 settembre 1920 fu mandato presso la Niższej Szkoły Pilotów di Bydgoszcz. Qui, sotto la guida esperta del tenente colonnello Jan Kieżun e del maggiore John Garbińskiego, fece rapidi progressi. Effettuò il suo primo volo da solo con la metà dei voli assistiti da istruttore che servivano agli altri allievi. Il corso di formazione terminò nel giugno del 1921, ed egli ne uscì con lode, effettuando ulteriori corsi di addestramento a Grudziądz, Cracovia e Varsavia. Nel giugno 1923 fu nominato istruttore presso la scuola piloti acrobatici di Grudziądz. Durante l'inserimento nel reparto accettò una scommessa: effettuare 100 loop uno dietro l'altro. A bordo di un addestratore acrobatico Morane-Saulnier ne compì 242, e si fermò solo per la rottura del motore. Vinse la scommessa. Dopo un breve servizio nel 4 Pułku Lotniczym (4º reggimento d'aviazione) di Toruń, Orliński lasciò l'aeronautica militare nel 1924 e divenne pilota civile, dapprima presso la compagnia aerea "Franco-Roumanie", e successivamente nell'"Aerolot". L'11 ottobre 1925 incontrò casualmente a Varsavia il Brigadier Generale Włodzimierz Zagórski che lo convinse a ritornare nell'aviazione dell'esercito. Al rientro fu assegnato all'11 Pułku Mysliwski Lotniczego di Lidzie. Qui Bolesław Orliński si distinse come eccezionale pilota istruttore, segnalandosi all'attenzione dei suoi superiori.

### Il raid Varsavia-Tokyo

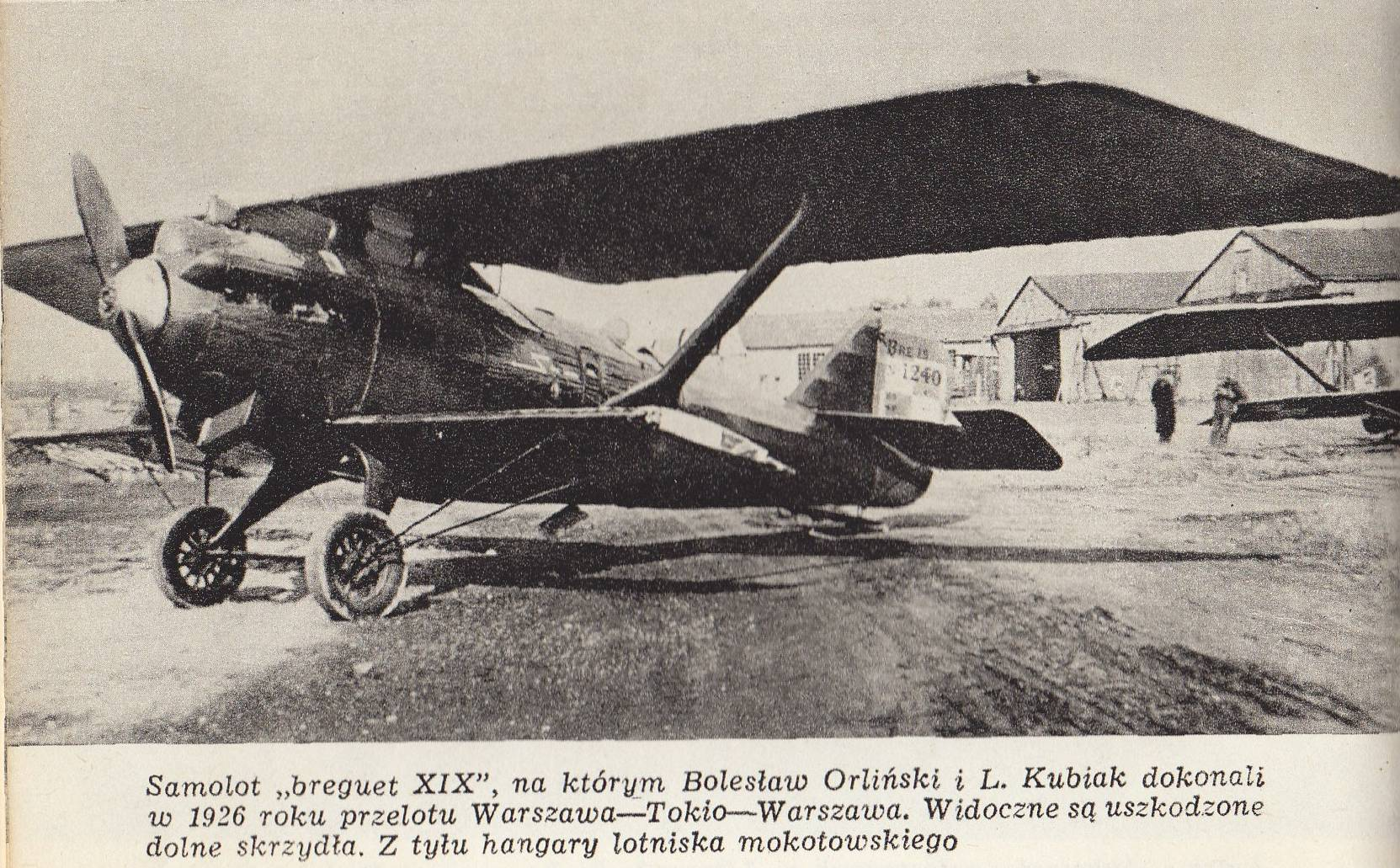
Il Breguet Bre 19 A2 utilizzato da Orliński nel raid Varsavia-Tokyo.

Bolesław Orliński aveva richiamato su di sé l'attenzione del capo del dipartimento aeronautica (Departamentu Lotnictwa) dell'esercito polacco, colonnello Ludomił Rayskiego. Rayskiego gli offrì di effettuare un volo di collegamento da Varsavia a Tokyo. Orliński non solo accettò la sfida, ma pretese che il raid si tenesse nei due sensi, cioè volo da Varsavia a Tokyo e ritorno. L'aereo prescelto per effettuare il collegamento fu uno dei Breguet Bre 19 A2 in uso all'aviazione militare, l'unico adatto ad effettuare voli di dodici ore consecutive. L'aereo non era dotato di particolari accorgimenti per la navigazione senza visibilità, né di impianto per l'erogazione dell'ossigeno. L'abitacolo era aperto, ed esisteva solo un parabrezza dietro cui ripararsi. Come assistente sceglie il fidato meccanico León Kubiak. Il decollo dell'aereo avviene da Varsavia il 27 agosto 1926. Il volo di andata avviene in nove tappe, mentre quello di ritorno, ricco di momenti drammatici, in undici. Sulla via del rientro Orliński e Kubiak incontrano avversità atmosferiche di ogni genere, rapidi peggioramenti del tempo, uragani, tempeste, nuvole fino a 5 200 metri e guasti al propulsore. Inoltre, causa del vento in fase di atterraggio, l'aereo rimase danneggiato a Byrka. Si ruppe la parte terminale sinistra dell'ala inferiore e l'elica del propulsore. Gli aviatori polacchi accorciarono l'ala inferiore opposta di 80 cm e ripararono l'elica con colla e filo di ferro. Così riparato l'aereo volò fino a Varsavia. Il rientro avvenne il 25 settembre 1926, dopo aver percorso ulteriori 6680 km. In totale il raid aereo aveva percorso una distanza di 22000 km coperti in 121 ore e 16 minuti. Per questo atto di valore aeronautico Orliński fu insignito dell'Ordine giapponese del Sole Nascente di 6ª classe, e della Legion d'honneur francese. La grande impresa diede lustro all'aeronautica del giovane stato polacco, ed Orliński ottenne la promozione a Capitano. L'azienda motoristica francese Lorraine-Dietrich gli regalò un'auto. Ricevette lettere di riconoscimento da capi di stato e re, tra cui Giorgio V del Regno Unito e l'allora capo del governo italiano, Benito Mussolini.
Nell'agosto 1927 risultava in servizio presso la 113. Eskadra Mysliwska dell'11 Pułku Mysliwski Lotniczego di Lidzie, dotato del caccia francesi SPAD 61 C1.

### L'attività di collaudatore
Il 31 agosto 1928 abbandonò per la seconda volta il servizio militare, a causa di una donna. Si innamorò, ricambiato, di una bella ballerina di Varsavia, Stanisławie Gomółce. Non potendo le autorità militari acconsentire a questa relazione, considerata scandalosa, Orliński lasciò la carriera di pilota militare e si sposò a Varsavia il 13 giugno 1929. Dopo un anno di lavoro nell'ambiente della comunicazione Orliński fu assunto nell'agosto 1929 come pilota collaudatore presso la Państwowe Zakłady Lotnicze (PZL) (fabbrica di stato polacca per l'aviazione) di Varsavia. Alla fine dello stesso mese Orliński ebbe l'onore di collaudare il primo prodotto disegnato dall'ingegner Zygmunt Puławski, il caccia monoplano PZL P.1. Durante il primo volo si verificò un guasto meccanico che compromise l'aerodinamica del velivolo, che diventò parzialmente ingovernabile. Con sangue freddo e padronanza tecnica, tuttavia, Orliński decise di non lanciarsi immediatamente con il paracadute, ma di effettuare un tentativo di atterraggio, che per fortuna riuscì. Orliński collaudò tutti i prototipi di caccia della PZL dal 1928 in poi, i caccia PZL P.1, PZL P.6, PZL P.7, PZL P.8, PZL P.11, PZL P.24 e PZL.50 Jastrząb nel 1939. Eseguì anche i collaudi dei velivoli sportivi PZL.19, PZL.26, dei velivoli da trasporto passeggeri PZL.4, PZL.44 Wicher, e dell'aereo da turismo PZL Ł.2. Separatamente dal suo lavoro di pilota collaudatore, prese parte a numerosi raduni aviatori, e a presentazioni di aerei polacchi all'estero. Nel maggio 1930 presentò il prototipo del velivolo da ricognizione leggera PZL Ł.2 al meeting aero di Brno, impressionando il pubblico per gli atterraggi corti mozzafiato e per la velocità minima di stallo. Volando con il PZL P.5 partecipò, il 26 luglio 1930, al Challenge 1930 disputato da aerei da turismo internazionali, ma non riuscì a terminare la corsa a causa di un guasto al propulsore.
Nel dicembre 1930 presentò in volo al Paris Air Show di Le Bourget il prototipo del caccia PZL P.6. In questa occasione offrì al pubblico assiepato ai bordi della pista un grande spettacolo di acrobazia aerea. A causa di questo show Orliński venne invitato ad andare negli Stati Uniti per partecipare alle National Air Races di Cleveland, tenutesi dal 29 agosto al 7 settembre 1931, con trasferta a spese dell'organizzazione. Insieme ad Orliński erano stati invitati i migliori piloti acrobatici europei, provenienti da Italia (Mario de Bernardi), Germania, Cecoslovacchia, Gran Bretagna e dal resto d'Europa. Tra di essi spiccava il tedesco Ernst Udet, asso della prima guerra mondiale con 62 vittorie accertate. In quell'occasione Orliński si esibì con il PZL P.6 in una serie di acrobazie mozzafiato, battendo i più quotati piloti dell'epoca, e vincendo la manifestazione. Gli americani ammirarono moltissimo sia il pilota che il caccia, i quotidiani americani e nazionali dedicarono le prime pagine alla sua impresa. Un mese dopo il trionfo di Cleveland, l'11 ottobre 1931, Orliński partecipò con il PZL P.6 alla manifestazione aerea di Katowice. Il giorno dopo dovette volare a Varsavia per un accurato controllo della macchina, che aveva manifestato fastidiose vibrazioni al motore. Dopo venti minuti di volo l'aereo manifestò le stesse vibrazioni del giorno precedente, che peggiorano rapidamente. Orliński decise di rientrare all'aeroporto di partenza, ma si ruppe l'elica. Il pilota allora si lanciò con il paracadute da un'altitudine di 1 000 metri, rimanendo leggermente ferito, mentre l'aereo precipitò al suolo distruggendosi.
Volando con il racer PZL.19 Orliński partecipò al Challenge International de Tourisme 1932, ma doveva ritirarsi dalla gara per malattia. Il 28 giugno 1934 a bordo del terzo prototipo del caccia PZL P.24 stabilì il record mondiale di velocità per caccia con propulsore radiale, volando a 414 km/h. Durante l'attività di collaudo scampò a molti incidenti, lanciandosi più volte con il paracadute di emergenza, senza mai rimanere ferito.

### La seconda guerra mondiale
Nell'estate del 1939 effettuò un tour che lo portò a Rotterdam, nei Paesi Bassi, ed in Gran Bretagna. Qui ebbe l'occasione di volare a bordo dei tre tipi di velivoli che la Polonia aveva recentemente acquistato dalla Gran Bretagna: Hawker Hurricane, Supermarine Spitfire e Fairey Battle. Dopo lo scoppio della Seconda Guerra Mondiale, il 1º settembre 1939, Orliński presentò immediata domanda di arruolamento alle autorità militari polacche. In virtù dei propri meriti acquisiti la domanda sua venne accolta ed egli rientrò nell'aeronautica militare. Con l'invasione tedesca, ed il rapido deteriorarsi della situazione bellica, Orliński ricevette l'ordine di evacuare da Modlin il prototipo del caccia PZL P.11g Kobuz. Martedì 5 settembre decollò all'alba da Modlin, raggiungendo fortunosamente la propria destinazione, l'aeroporto di Leopoli, dove atterra a corto di carburante. L'8 settembre 1939 venne mandato in Romania in preparazione dell'arrivo presso il porto di Costanza dei 111 velivoli britannici destinati a rinforzare i ranghi dell'aviazione polacca. Lascia la Polonia per raggiungere la Romania a bordo di un autobus, fermandosi a pregare a Jazłowiec, dove da ragazzo era già stato in visita alla sorella Edvige Amelia, andando a scuola dalle Suore dell'Immacolata Concezione. Dopo il crollo della resistenza dell'esercito polacco gli aiuti inglesi non arrivarono mai. Gli aerei vennero dirottati verso Aden, a causa del deteriorarsi delle relazioni diplomatiche con l'Italia. Orliński lasciò la Romania il 5 ottobre 1939, e via Jugoslavia e Italia raggiunse la Francia. Qui il 7 dicembre 1939 si imbarcò a Cherbourg per Gran Bretagna, dove stavano confluendo i resti dell'Aeronautica militare polacca. Sbarcò nel porto di Southampton e chiese di arruolarsi nella Royal Air Force. A causa della sua età non poté diventare pilota di caccia, ma divenne istruttore. Durante i corsi di addestramento contribuì alla formazione di decine di giovani piloti che combatterono nella battaglia d'Inghilterra e poi nei vari teatri operativi durante la seconda guerra mondiale.

### La sua partecipazione al conflitto
Nel 1943 riuscì ad entrare a far parte del No. 305 Polish Bomber Squadron, in cui oltre ad addestrare i piloti ebbe modo di effettuare missioni operative. Il No. 305 Squadron era dotato di cacciabombardieri de Havilland Mosquito. Dal 1º agosto 1944 al 31 gennaio 1945 il Wing Commander Orliński divenne comandante del No. 305 Squadron. Guidando un gruppo misto di dodici velivoli, con equipaggi formati da inglesi, francesi, norvegesi, cechi e polacchi riuscì ad impedire, con un bombardamento di precisione, l'attuazione di una esecuzione pubblica di circa 300 ostaggi francesi, che doveva essere fatta sulla piazza di Lilla, nel nord della Francia. L'attacco doveva cominciare 5 minuti prima dell'inizio delle esecuzioni. Purtroppo tra le vittime, oltre ai 70 soldati tedeschi, vi furono 50 ostaggi francesi, ma oltre 200 ostaggi riuscirono a fuggire al massacro. Il 31 agosto 1944 Orliński guido 6 cacciabombardieri Mosquito in un raid avente come obbiettivo la distruzione degli enormi serbatoi di carburante della Nomexy, 100 km a sud ovest di Strasburgo. Vennero completamente distrutti quattro grandi serbatoi di carburante ed altri più piccoli, adiacenti ad essi. In totale andarono in fumo 13 milioni di litri di carburante, tanto necessaria alla Germania disperatamente impegnata nella lotta per la sopravvivenza. Nella notte del 21-22 gennaio 1945 Orliński partecipò all'ultima della 49 missioni operative. Questa missione portò 16 aerei dello Squadron ad attaccare veicoli nemici sulle strade e sulle linee ferroviarie della zona di Coesfeld, Dorsten, Wesel, Bocholt e Borken. Il No. 305 Squadron distrusse tre stazioni ferroviarie, mitragliò un convoglio di camion, bombardò e colpì tre treni merci, e attaccò le stazioni ferroviarie di Heiden e Dorsten. Il 1 ° febbraio 1945 il Wing Commander Orliński viene sostituito alla testa del No. 305 Squadron da Stanisław Grodzicki. Dal marzo 1940 all'ottobre 1946 aveva volato in Inghilterra con quindici tipi di aerei da combattimento, addestramento e trasporto diversi, totalizzando 1 120 ore e 40 minuti di volo. Nel periodo 1940-1943, prima di trasferirsi al No. 305 Squadron, aveva effettuato 805 ore e 10 minuti, principalmente come istruttore. Orliński effettuò 49 missioni operative, soprattutto notturne, totalizzando 249 ore e 50 minuti di volo in zona di guerra. Dopo aver lasciato il comando del No. 305 Squadron, Boleslaw Orliński poté finalmente riabbraciare la moglie, che viveva a Londra. Dopo la partenza dal No. 305 Squadron, Orlinski venne assegnato, il 5 febbraio 1945, al trasporto aereo. Tra il 5 marzo 1945 e il 23 dello stesso mese effettuò un corso di specializzazione presso la Scuola del trasporto aereo sulla RAF Netheravon. Dal 26 marzo 1945 divenne ufficiale di collegamento presso la sede del No.46 Group Training Command, dove rimase fino al 20 febbraio 1947.

### La vita nel dopoguerra
Dopo aver lasciato la Royal Air Force, nel 1948, decise di non ritornare in Polonia ma emigrò dall'Inghilterra trasferendosi in Sudafrica, dove visse per cinque anni. Poi si trasferì a Toronto, in Canada. Anche lì non riuscì a stare lontano dal mondo dell'aviazione, infatti venne assunto come impiegato presso la fabbrica aeronautica De Havilland Canada, dove rimase fino alla data del suo pensionamento, nell'aprile 1967. Dopo quattro anni di pensione entrò a far parte del Canadian Corps of Commissionaires di Toronto, un'organizzazione di veterani di guerra, che si occupava della protezione e dei servizi ausiliari in edifici governativi e basi militari. Rimase in questo ente fino al settembre 1980, vale a dire fino a 82 anni di età. Dal mese di marzo del 1988 venne ricoverato in una casa di riposo, vicino a Mississauga. A seguito di un incidente accaduto mentre cercava di prendere una sedia a rotelle, riportò diverse ferite interne, che furono la causa della sua morte, il 28 febbraio 1992. Dopo la cremazione le ceneri sue e di sua moglie furono sepolte nel cimitero della Sacra Famiglia a Breslavia, dove erano sepolte anche sua madre e la sorella Amelia Eufemia. Durante la sua carriera volò su 92 tipi diversi di aerei, totalizzando circa 7 000 ore di volo.